# Нурберг (комуна)
Комуна Нурберг (швед. Norbergs kommun) — адміністративно-територіальна одиниця місцевого самоврядування, що розташована в лені Вестманланд у центральній Швеції.
Нурберг 199-а за величиною території комуна Швеції. Адміністративний центр комуни — місто Нурберг.

## Населення
Населення становить 5 662 чоловік (станом на вересень 2012 року). 
| Кількість населення комуни Нурберг за 1970-2010 роки | Кількість населення комуни Нурберг за 1970-2010 роки | Кількість населення комуни Нурберг за 1970-2010 роки | Кількість населення комуни Нурберг за 1970-2010 роки | Кількість населення комуни Нурберг за 1970-2010 роки |
| ---------------------------------------------------- | ---------------------------------------------------- | ---------------------------------------------------- | ---------------------------------------------------- | ---------------------------------------------------- |
| Рік                                                  |                                                      |                                                      | Населення                                            |                                                      |
| 1970                                                 | 1970                                                 |                                                      | 6 794                                                | 6 794                                                |
| 1975                                                 | 1975                                                 |                                                      | 6 612                                                | 6 612                                                |
| 1980                                                 | 1980                                                 |                                                      | 6 843                                                | 6 843                                                |
| 1985                                                 | 1985                                                 |                                                      | 6 485                                                | 6 485                                                |
| 1990                                                 | 1990                                                 |                                                      | 6 665                                                | 6 665                                                |
| 1995                                                 | 1995                                                 |                                                      | 6 503                                                | 6 503                                                |
| 2000                                                 | 2000                                                 |                                                      | 5 939                                                | 5 939                                                |
| 2005                                                 | 2005                                                 |                                                      | 5 866                                                | 5 866                                                |
| 2010                                                 | 2010                                                 |                                                      | 5 723                                                | 5 723                                                |
| Джерело: SCB                                         |                                                      |                                                      |                                                      |                                                      |

## Населені пункти
Комуні підпорядковано 1 міське поселення (tätort) та низка сільських, більші з яких:
- Нурберг (Norberg)
- Б'юрфорс (Bjurfors)
- Карбеннінг (Karbenning)

## Міста побратими
Комуна підтримує побратимські контакти з такими муніципалітетами:
- Настола, Фінляндія
- Равнсборг, Данія
- Раасіку, Естонія

## Галерея

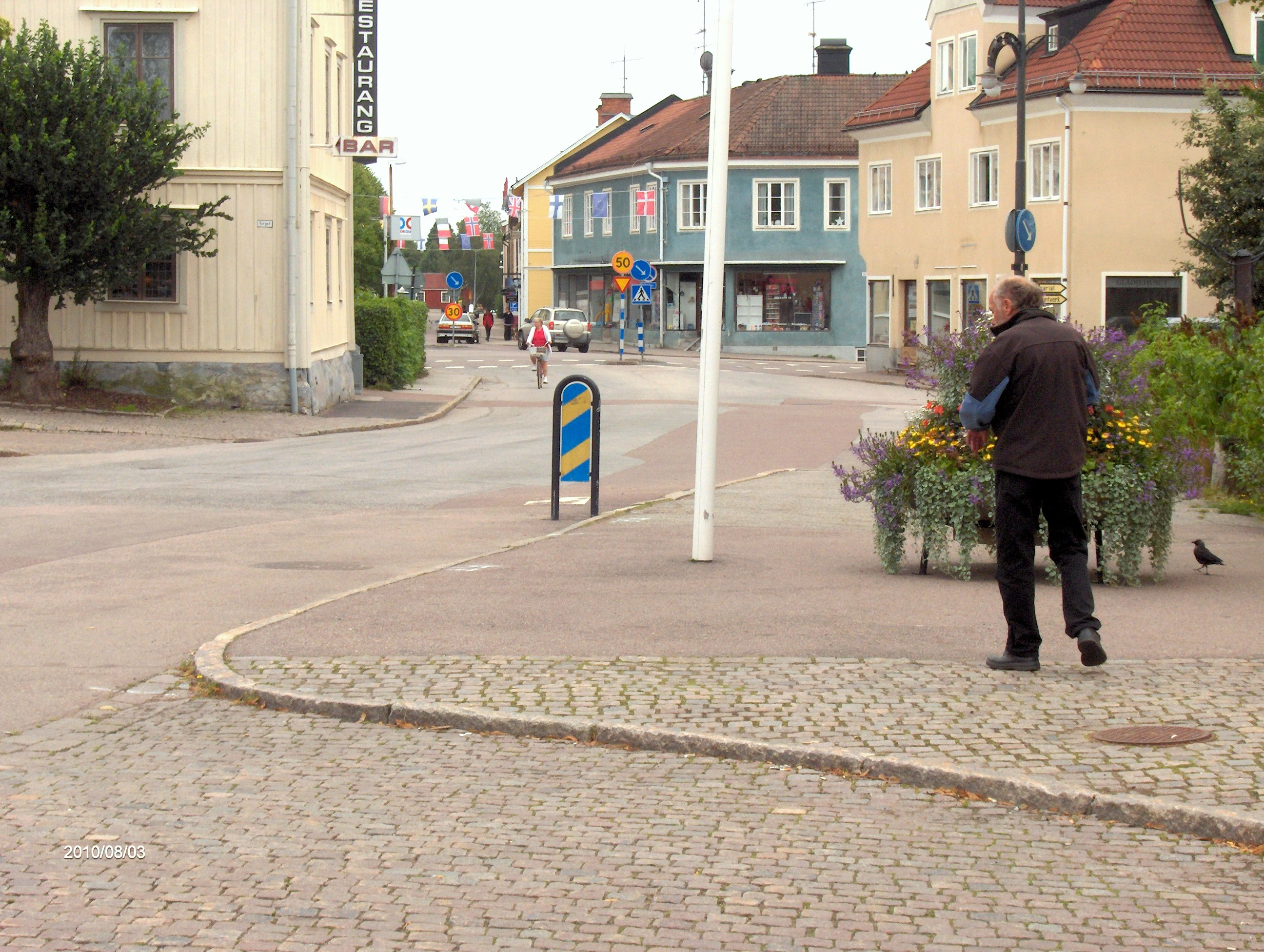
Вулиця Енгельбректсгатан (Нурберг)
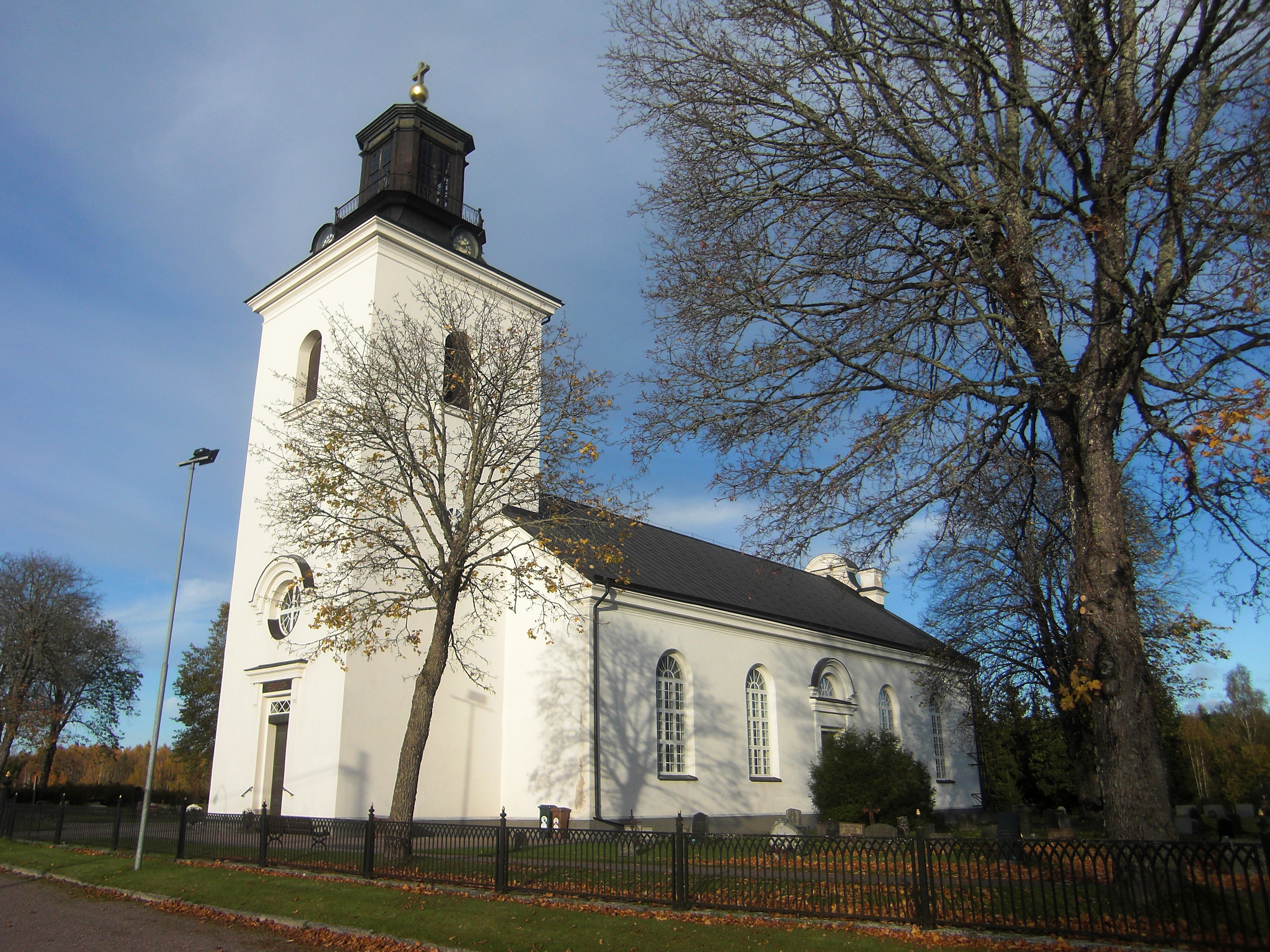
Церква (Карбеннінг)
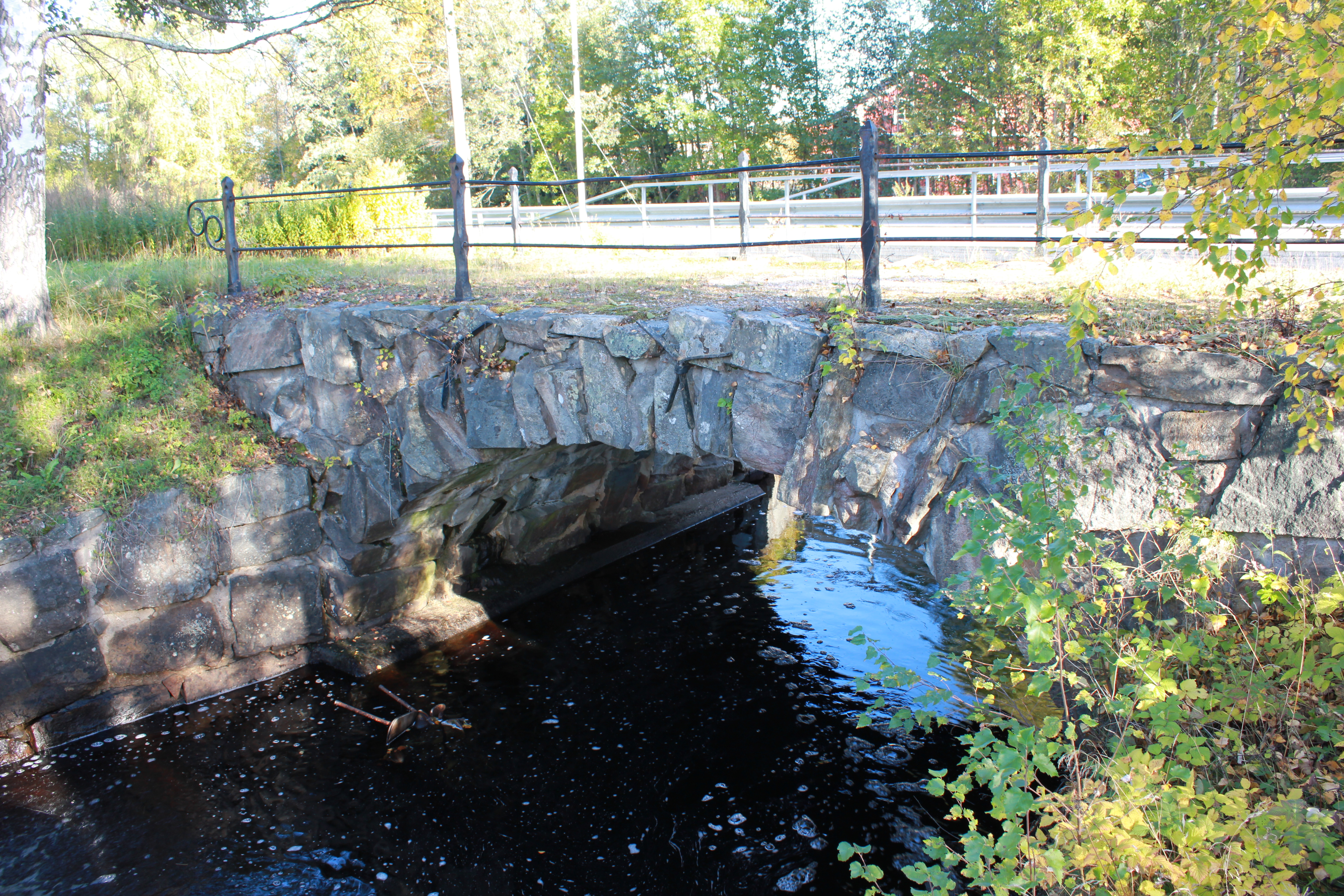
Старий міст у Б'юрфорсі
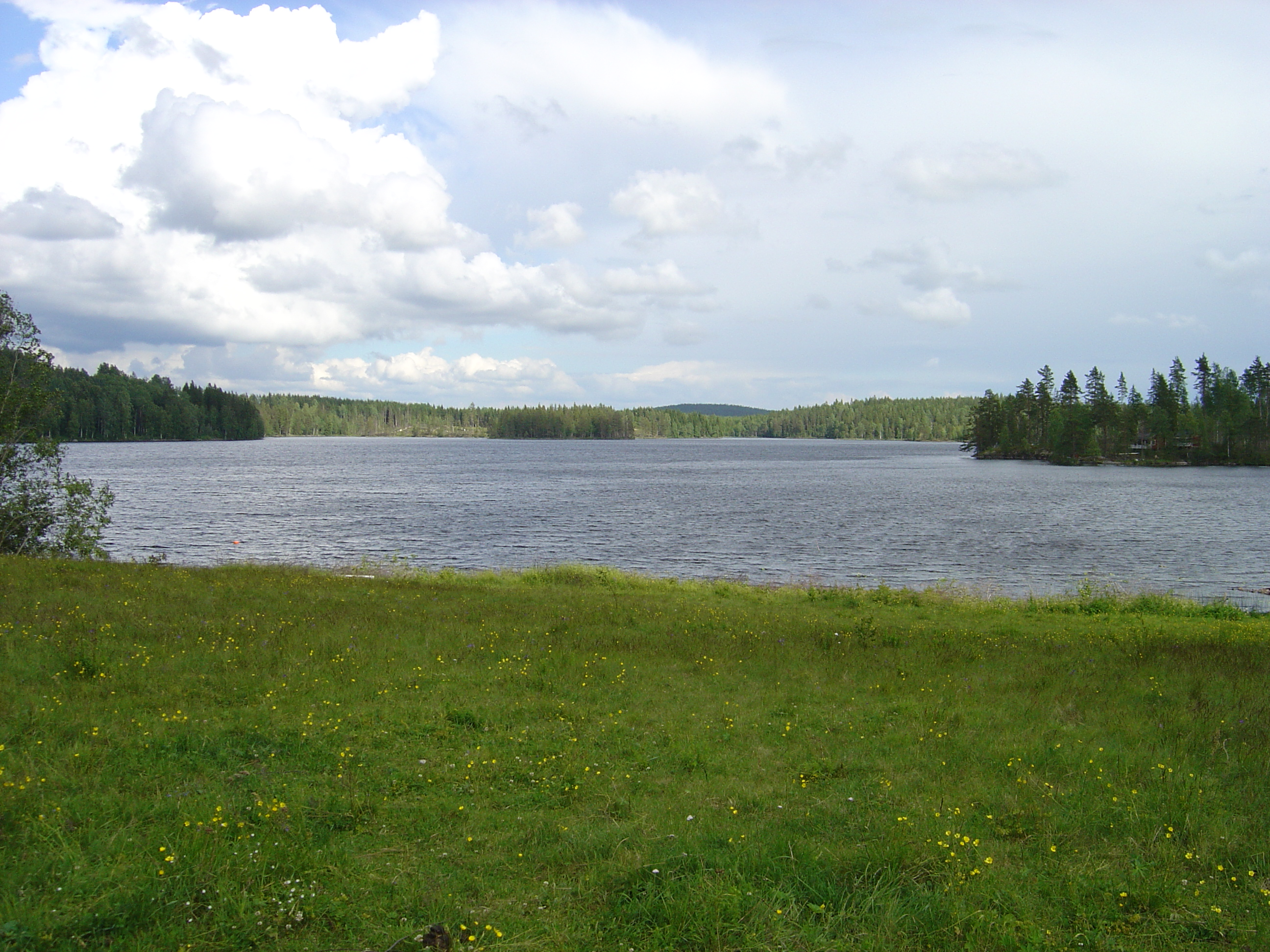
Озеро Фрагген

## Виноски
1. ↑  Folkmangd i riket, lan och kommuner (шв.) . Центральне бюро статистики Швеції. Архів оригіналу за 20 серпня 2013. Процитовано 10 лютого 2013.